# Resorts World Manila Masters
De Resorts World Manila Masters is een jaarlijks golftoernooi in de Filipijnen, dat deel uitmaakt van de Aziatische PGA Tour. Het werd opgericht in 2013 en wordt sindsdien gespeeld op de Manila Southwoods Golf & Country Club in de hoofdstad Manilla.
Het toernooi wordt gespeeld in een strokeplay-formule van vier ronden en na de tweede ronde wordt de cut toegepast.

## Winnaars
| Jaar | Winnaar            | Score | Score | Info                              |
| ---- | ------------------ | ----- | ----- | --------------------------------- |
| 2013 | Wen-Chong Liang po | 272   | –16   | Won de play-off van Prom Meesawat |
| 2014 | Mardan Mamat       | 268   | –20   |                                   |

| Toernooirecord |  | po = winnaar na play-off |